# 卡爾多納 (烏拉圭)
卡爾多納是烏拉圭的城市，由索里亞諾省負責管轄，位於該國西南部，始建於1903年10月17日，海拔高度163米，鎮上舉辦的業餘足球聯賽有7支隊伍參與，2004年人口4,689。

## 外部連結
- Official website （西班牙文）
- INE map of Cardona